# Carantano
Carantano o carentano (ma anche carintano, charantano, carano, quarantano) (da Carinzia) era il nome dato al grosso tirolino quando il conte Mainardo II di Tirolo-Gorizia, nel 1286 diventò Duca di Carinzia. 
Nel 1390 a Trento era valutato 11 denari.
Il nome è usato in un diploma di concessione di zecca emesso dall'imperatore Massimiliano nel 1509 al signore di Piombino, Jacopo IV Appiano.
Il nome divenne di uso diffuso a Venezia, Trento e altre località per indicare il soldo, ma anche o la svanzica o il Kreuzer, ovvero la moneta da 4 pfennig, pari a 1/60 di fiorino. Quest'ultimo uso, nel Lombardo Veneto, durò fino alla riforma monetaria del 1858.
Il carantano, era indicato nei documenti di compravendita col segno X; 60 carantani erano equivalenti a un porino, 54 caragnese oppure a 45 troni.